# Manuel Isidoro Belzu
Manuel Isidoro Belzu est un général et homme d'État bolivien (La Paz 14 avril 1808 - id. 23 mars 1865)

## Biographie
Président de la république de 1848 à 1855, il tente de reprendre le pouvoir mais est assassiné par son concurrent, le général Mariano Melgarejo.